# Arpa (fiume)
Il fiume Arpa (in armeno Արփա?) nasce nella provincia di Vayots Dzor in Armenia e scorre in direzione sud-ovest attraversando l'enclave azera del Naxçıvan per poi gettarsi nel Aras al confine con l'Iran. Ha una lunghezza di 128 km.
Nel 1963 cominciarono i lavori di costruzione di un tunnel con lo scopo di convogliare parte delle acque del fiume nel lago Sevan il cui livello a causa del prelievo per scopi idroelettrici e di irrigazione intensiva dal 1933 subiva un inarrestabile declino. I lavori vennero completati nel 1981 e consentirono l'afflusso di 250 milioni di metri cubi annui di acqua nel lago. Tuttavia la condotta, della lunghezza di oltre 48 km, subì ripetuti rallentamenti e blocchi di esercizio per manutenzione fino alla totale inutilizzabilità.
Nel 2010 sono partiti nuovi lavori di ristrutturazione che dovrebbero essere conclusi nel 2017 e garantire nuovamente il convogliamento parziale delle acque del fiume Arpa.

## Galleria d'immagini

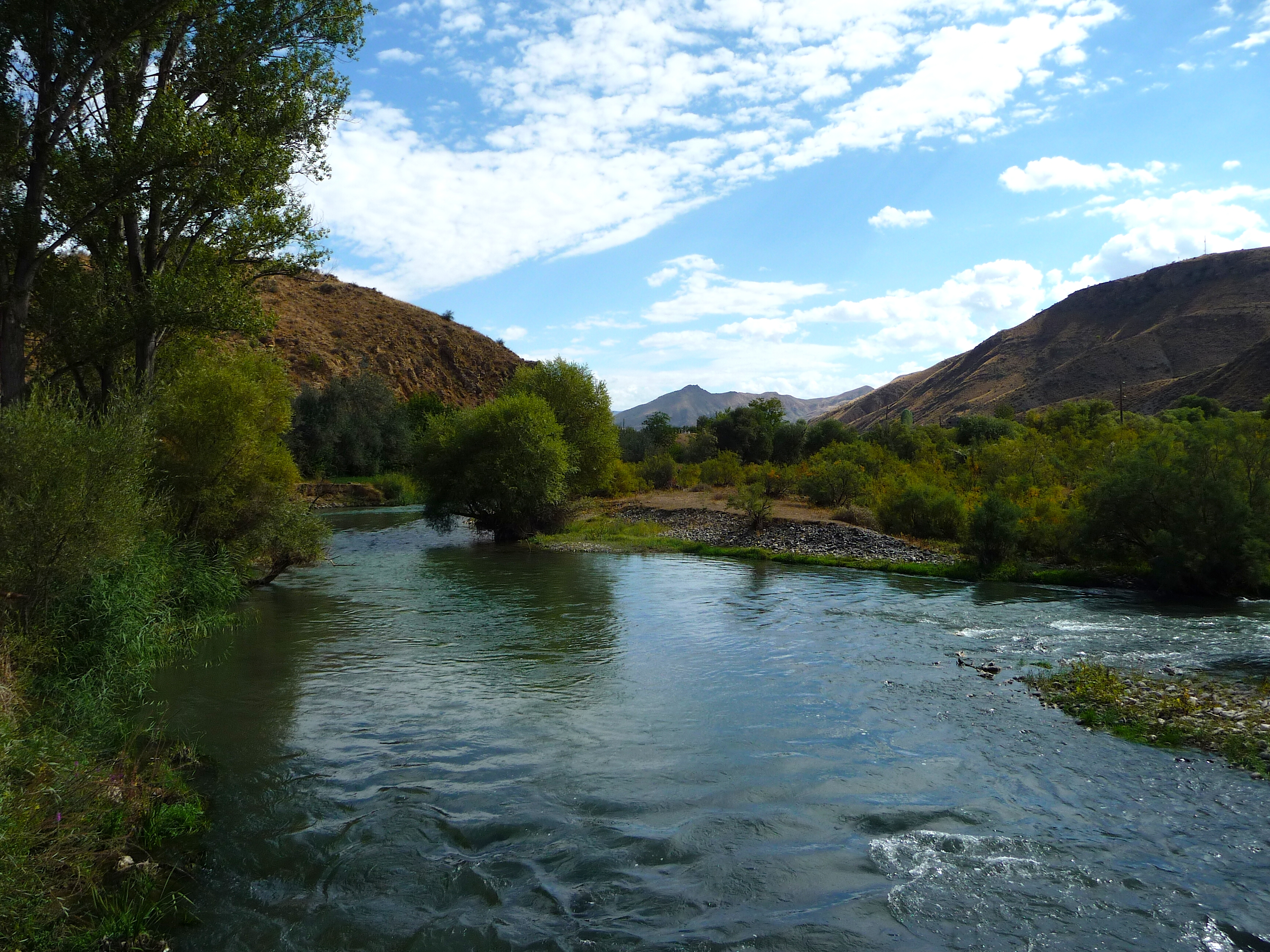
Un tratto dell'Arpa nella regione di Vayots Dzor, Armenia
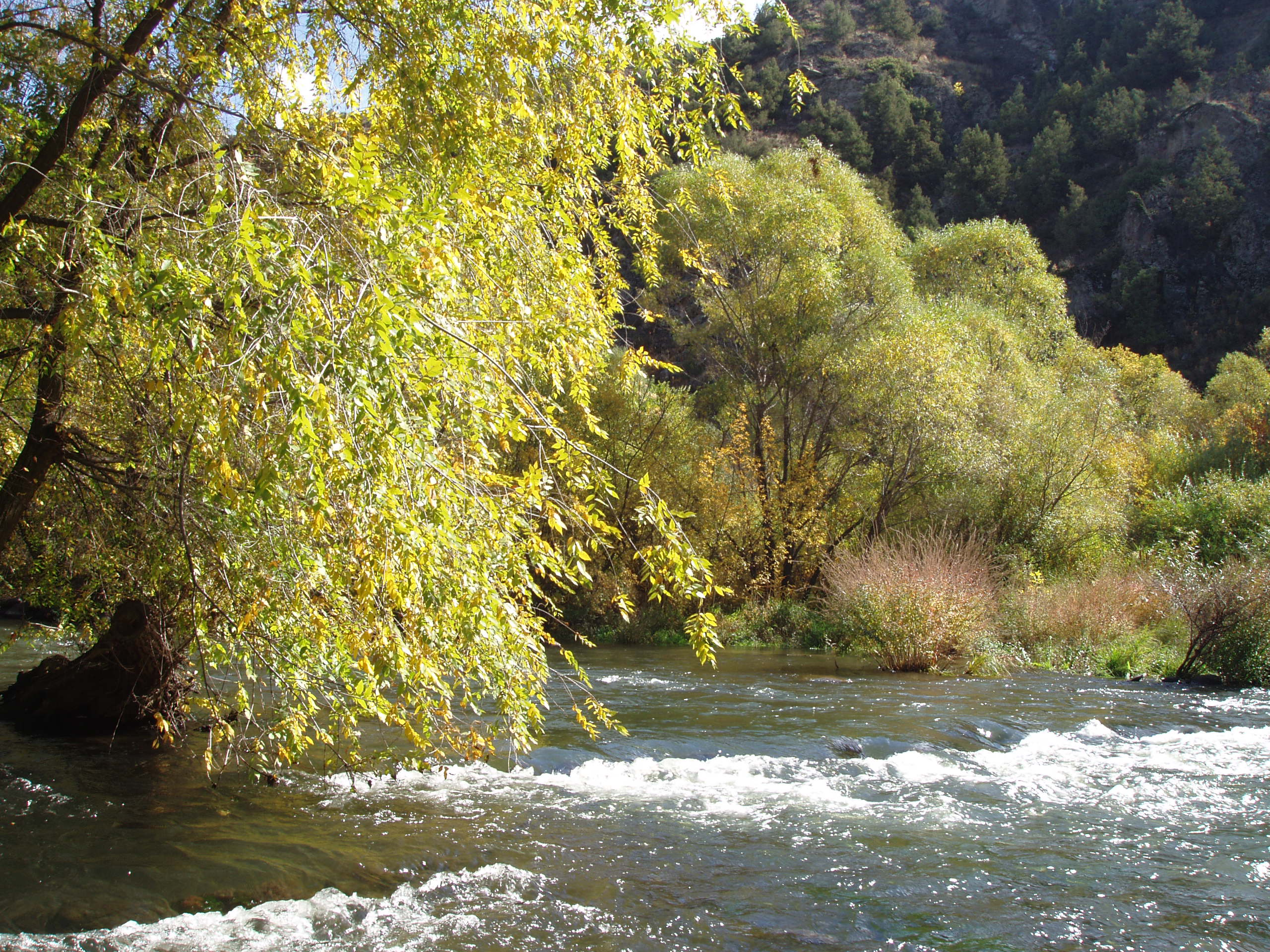
L'arpa nei pressi di Yeghegnadzor
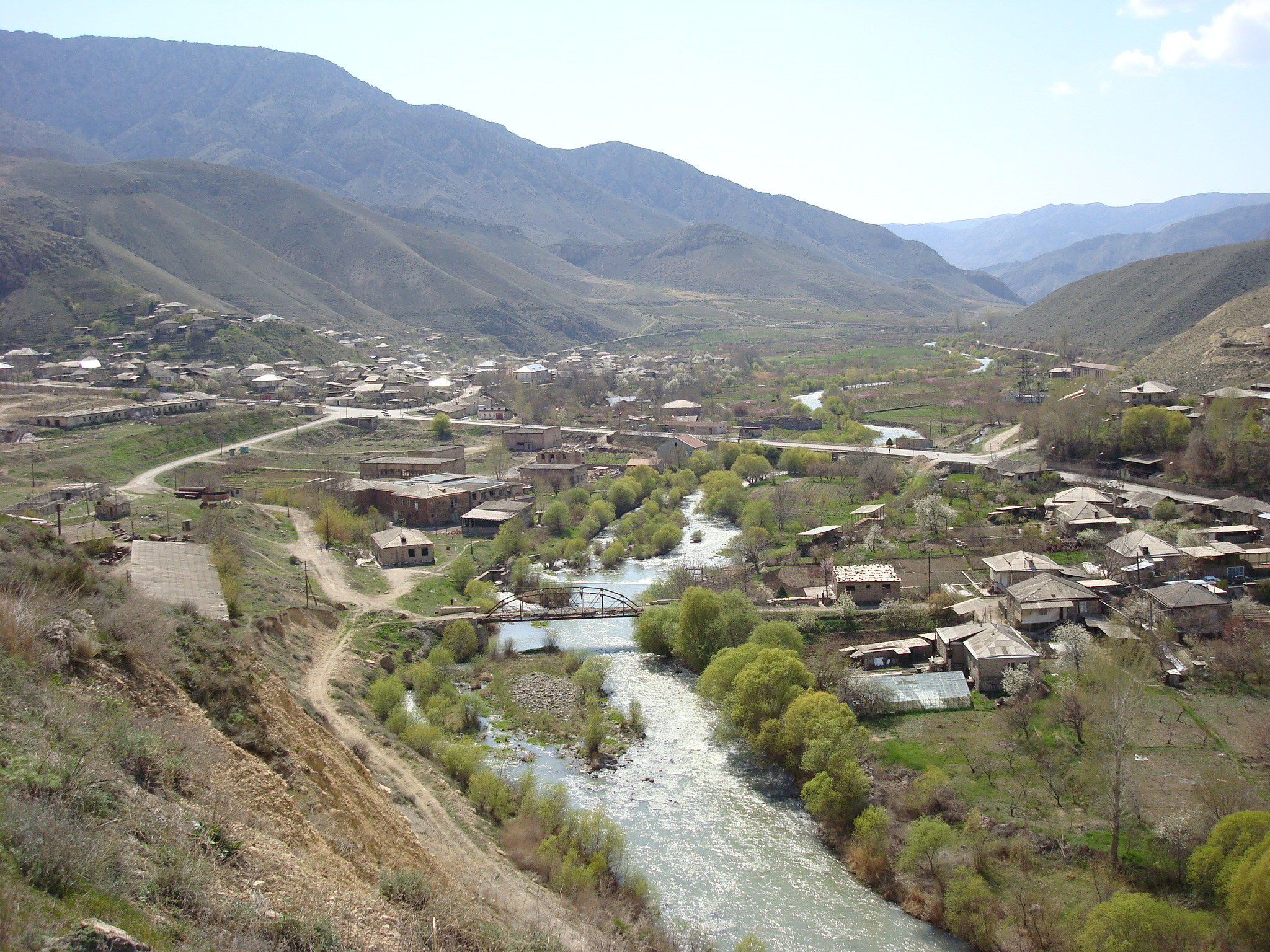
Nei pressi del villaggio di Areni
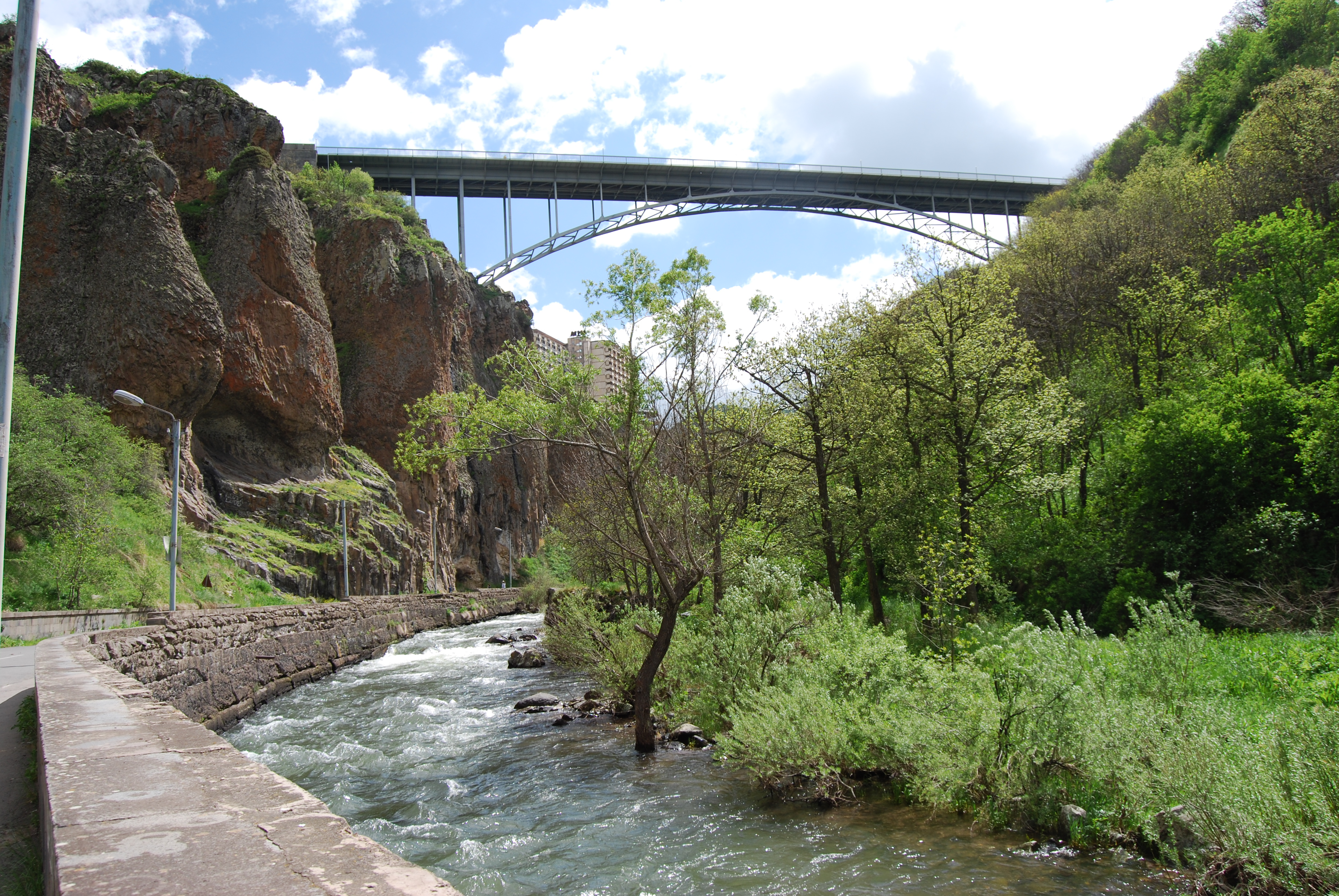
Il ponte di Jermuk